# Drivmedelscentralen
Drivmedelscentralen AB, förkortat DMC, var ett samverkansorgan mellan huvuddelen av Sveriges oljeföretag som hade till uppgift att säkra landets oljedistribution vid kriser och krig under andra hälften av 1900-talet.

## Bildande
Andra världskriget pågick och Sverige var på många sett isolerat från omvärlden och petroleumprodukter var en stor bristvara. Det blev allt mer tydligt att oljebolagens resurser behövde samordnas. Lösningen till detta problem presenterades av Carl-Herman Bussler som tjänstgjorde som byråchef i Bränslekommissionens kontrollbyrå för den militära oljeförbrukningen. Busslers idé la grunden för det som kom att bli Drivmedelscentralen, vilket grundades 1943. (Bussler blev senare styrelseledamot och vice verkställande direktör på DMC.) Drivmedelscentralen vilade på en överenskommelse mellan oljeföretagen och Riksnämnden för ekonomiskt försvar som hade godkänts av Kungl. Maj:t. I bolagets styrelse hade varje företag varsin ledamot. 1961 ombildades DMC till ett aktiebolag där oljebolagen var främsta aktieägare (svenska staten ägde knappt en procent).

## Verksamhet
Drivmedelscentralens huvudansvar var att i fredstid, planera, och i krigstid, genomföra, transport och försäljning av drivmedel, eldningsoljor, gasol, gengasbränslen och smörjmedel till Försvarsmakten, civilförsvaret och övriga konsumenter. DMC var en del av försörjningsberedskapen på energiområdet och hade ett nära samarbete med Statens Energiverk som ansvarade för energiberedskapen. DMC ingick även i Svenska petroleuminstitutets (SPI) administration i samband med dess tillkomst 1951.

## Avveckling
1 januari 1992 upphörde överenskommelsen som gällde mellan oljeföretagen och staten kring Drivmedelscentralen. Detta innebar att centralkontoret i Stockholm, zonchefer, länsdrivmedelsledare och distributionschefer utgick och bolaget ansågs upplöst. Riksdagen beslutade 1997 att drivmedelsberedskapen skulle ändras och hela ansvaret för oljelagringen skulle ges till petroleumindustrin. Statens oljelager fick ansvar att avveckla den statliga oljelagringen vilket avslutades 1999.